# Couvent Sant'Andrea delle Dame

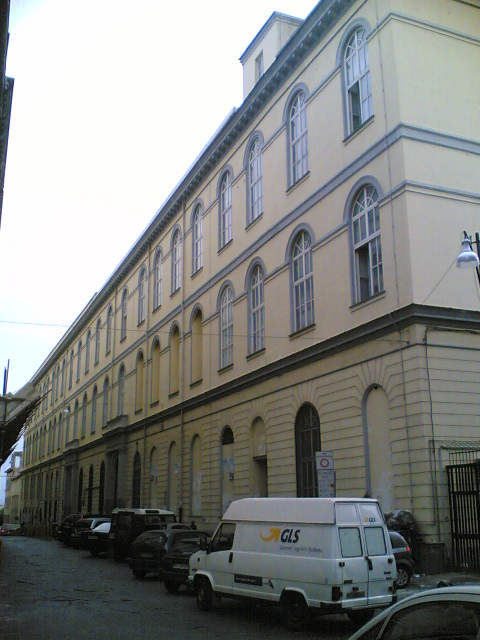
Façade vue de la rue

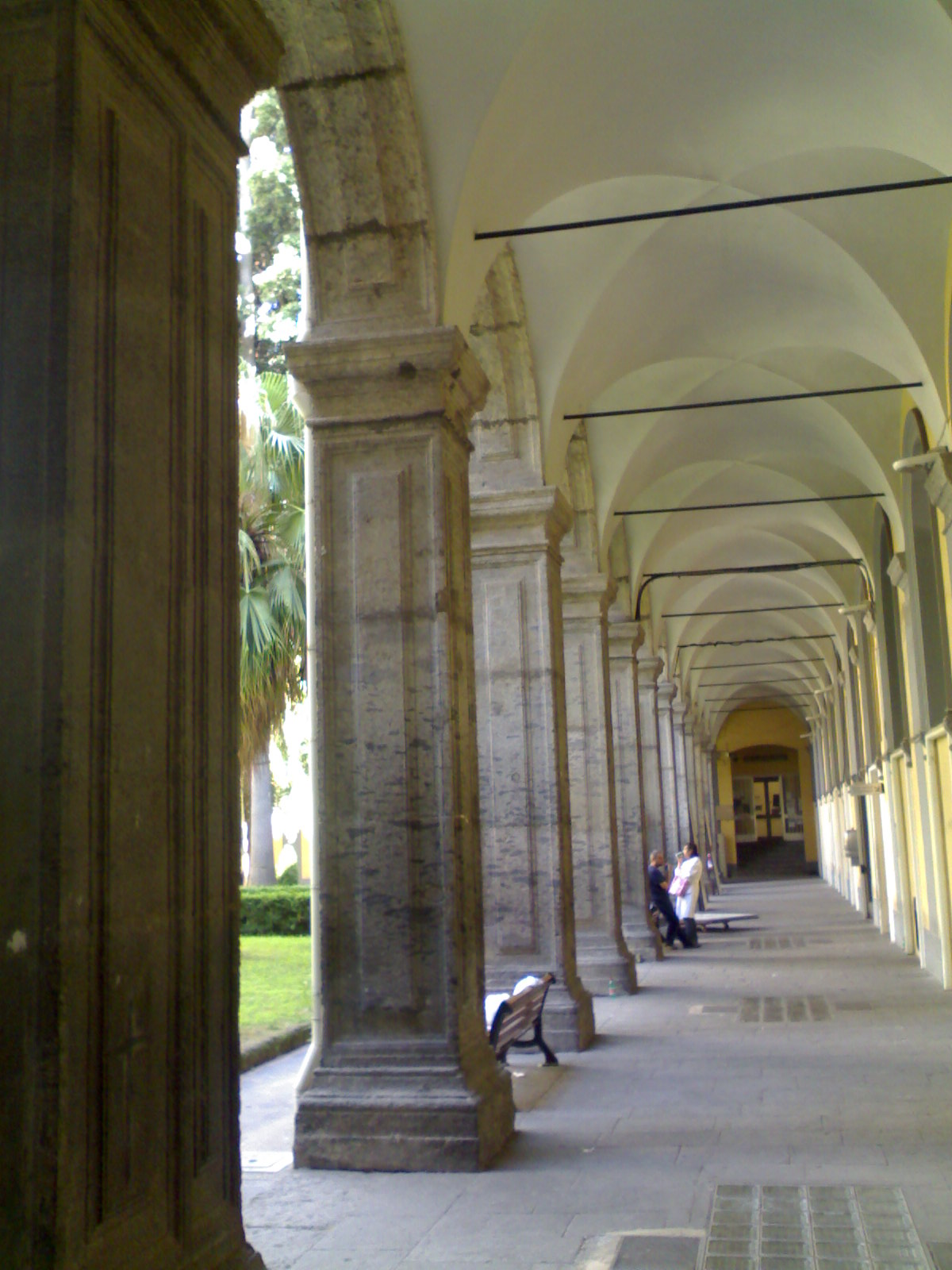
Les piliers de piperno

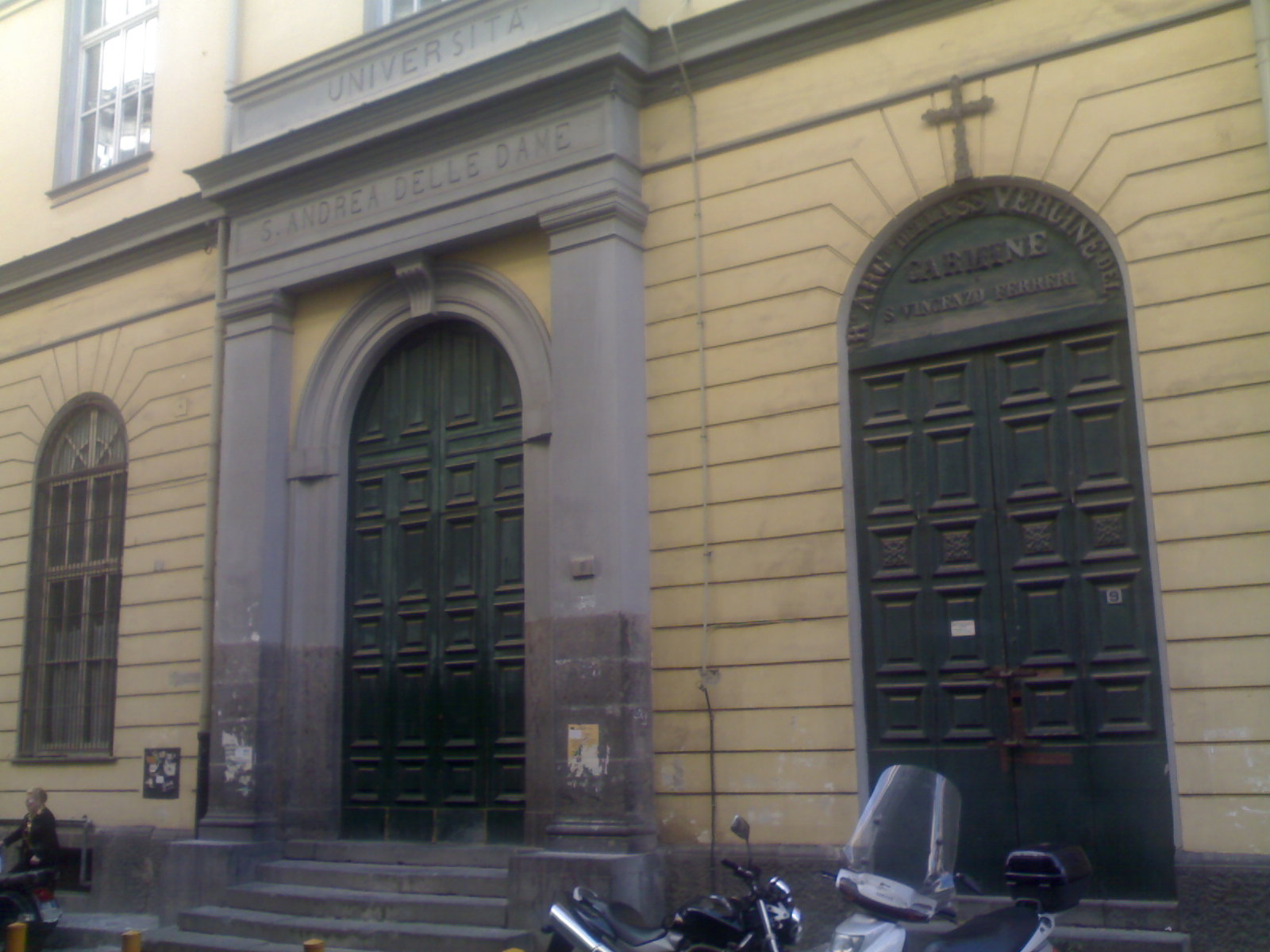
L'entrée de la chapelle conventuelle

Le couvent Sant'Andrea delle Dame (Saint-André-des-Dames) est un ancien couvent de Naples situé sur la place homonyme; il appartient aujourd'hui à l'université de Naples II.
Il a été fondé par quatre dames de la bonne société napolitaine, filles d'un notaire fortuné, Andrea Palescandolo. Elles prononcent leurs vœux en 1580 et instituent un couvent de dames augustines consacré à saint André (patron de leur père).
La structure est composée d'une chapelle conventuelle, d'un cloître et d'anciens bâtiments conventuels.

## Histoire
Longtemps attribuée au théatin Francesco Grimaldi, la construction du couvent est due en fait au frère des quatre fondatrices, Marco Palescandolo, architecte et frère théatin assisté de son confrère Valerio Pagano, sur les fonds de la famille Palescandolo. Les registres de l'ancien couvent révèlent les noms des maîtres artisans (Bartolomeo Cantone, Felice Antonio Giordano, Antonio Verniero et Allegro di Amato). Le nouvel édifice est consacré le 7 mars 1587, tandis que le cloître est terminé au début du XVIIe siècle
Une petite tour, appelée « la tour royale » et formant belvédère, est construite en 1748 selon le plan de l'architecte Costantino Manni. Cela provoque un litige entre les augustines et le vaste couvent voisin San Gaudioso. La dispute se conclut par la médiation de la reine Marie-Amélie
Le couvent est supprimé et les religieuses expulsées sous le régime français du début du XIXe siècle. La chapelle n'est cependant fermée au culte qu'en 1884. Les bombardements américains, notamment ceux de 1943, frappent durement ce complexe architectural, mais ses traits originaires sont maintenus.
Aujourd'hui l'ensemble appartient à l'université des Études de Naples ; après avoir dépendu de la faculté de médecine, c'est aujourd'hui le siège du pôle napolitain de la Seconde Université des Études de Campanie.
La chapelle a été restaurée en 2004.

## Chapelle
La chapelle  se trouve sur le lieu de l'ancienne acropole grecque où furent construits par la suite plusieurs églises et couvents, formant une véritable citadelle. Au début, la chapelle se trouvait à l'intérieur de la structure, alors qu'on y accède aujourd'hui directement par la rue. Son plan est rectangulaire et respecte les canons de la Contre-Réforme.
La chapelle conserve des fresques de Belisario Corenzio, l'un des peintres napolitains les plus rénovateurs après le Concile de Trente. Les couleurs vives des fresques rappellent la peinture flamande et l'école vénitienne.
Le maître-autel, remarquable avec ses incrustations de nacre, est l'œuvre de Dionisio Lazzari. Le statues de marbre sont de Pietro Ghetti (it), tandis que d'autres fresques sont du pinceau de Giacinto Diano. Le pavement de majolique est d'Ignazio Giustanini. La tableau figurant Le Martyre de saint André est l'œuvre de Giovanni Filippo Criscuolo avec une corniche de marbre du XVIe siècle. Le chœur date du XVIIIe siècle.

## Cloître
Le cloître lumineux et fort spacieux entoure un grand jardin de palmiers. Il possède des piliers de piperno surmontés d'arcades de la même pierre volcanique. Les cellules des religieuses donnaient sur le cloître. La façade extérieure est décorée de fausses colonnes avec des décorations du Flamand Pieter Mennes.